# Армия освобождения Прешева, Медведжи и Буяноваца
Армия освобождения Прешева, Медведжи и Буяноваца (АОПМБ; алб. Ushtria Çlirimtare e Preshevës, Medvegjës dhe Bujanocit, UÇPMB; серб. Ослободилачка војска Прешева, Медвеђе и Бујановца, ОВПМБ / Oslobodilačka vojska Preševa, Medveđe i Bujanovca (OVPMB) — албанская военизированная организация, боровшаяся за независимость от Югославии трёх общин: Прешево, Медведжа и Буяновац, населённые в основном этническими албанцами.
АОПМБ была основана по типу Армии освобождения Косова. Комплектовалась на добровольной основе, принимались также несовершеннолетние.
Эскалация происходила в 5-километровой «наземной зоне безопасности», созданной в 1999 году на территории Югославии по итогам Войны НАТО против Югославии в соответствии с Кумановским военно-техническим соглашением. По соглашению югославская сторона не имела права держать в НЗБ вооружённые формирования, кроме местной полиции, которой разрешалось иметь только лёгкое стрелковое оружие.
Многие члены АОПМБ ранее состояли в АОК.
По некоторым данным, в марте 2001 года бойцы АОПМБ находились на территории Македонии и вели боевые действия против правительственных сил.
Вооружение составляли автоматы, пулемёты (ручные и станковые), снайперские винтовки и миномёты. Также иногда использовались ручные противотанковые гранатомёты, ручные гранаты, противотанковые и противопехотные мины.
После официального расформирования АОПМБ большая часть бойцов перешла в Албанскую национальную армию.